# Steinkammer bei Dohnsen
Das Großsteingrab auf dem Rübenberg zwischen den Orten Dohnsen und Siddernhausen östlich von Bergen (Landkreis Celle) gelegen, befand sich ursprünglich 500 Meter nördlich. Es wurde 1977 ausgegraben und an der jetzigen Stelle wieder aufgebaut. Die Megalithanlage aus der Jungsteinzeit wurde vermutlich im 17. oder 18. Jahrhundert zerstört. Einige Steine wurden im Boden versenkt, andere wurden abtransportiert. Dadurch ging ein erheblicher Teil der ehemaligen Substanz verloren.

## Beschreibung
Die Ausgrabung ergab, dass die ursprünglich 16 Meter lange Kammer aus 20 bis 24 Tragsteinen und etwa acht Decksteinen bestand. Sie hatte ein Rollsteinpflaster und einen seitlichen Zugang, so dass die Anlage als Ganggrab zu bezeichnen ist. Die Lücken zwischen den Trag- und Decksteinen waren mit Trockenmauerwerk aus Granit verschlossen. Wahrscheinlich war die gesamte Anlage ursprünglich von einem Erdhügel bedeckt. Diese Anlage diente vermutlich mehreren Generationen als Grabstätte. Die Toten wurden auf den Boden der Grabkammer gelegt und mit ihrem Schmuck, mit Tongefäßen und Geräten des täglichen Gebrauchs für das Weiterleben nach dem Tode ausgestattet.

Das Großsteingrab bei Dohnsen/Siddernhausen
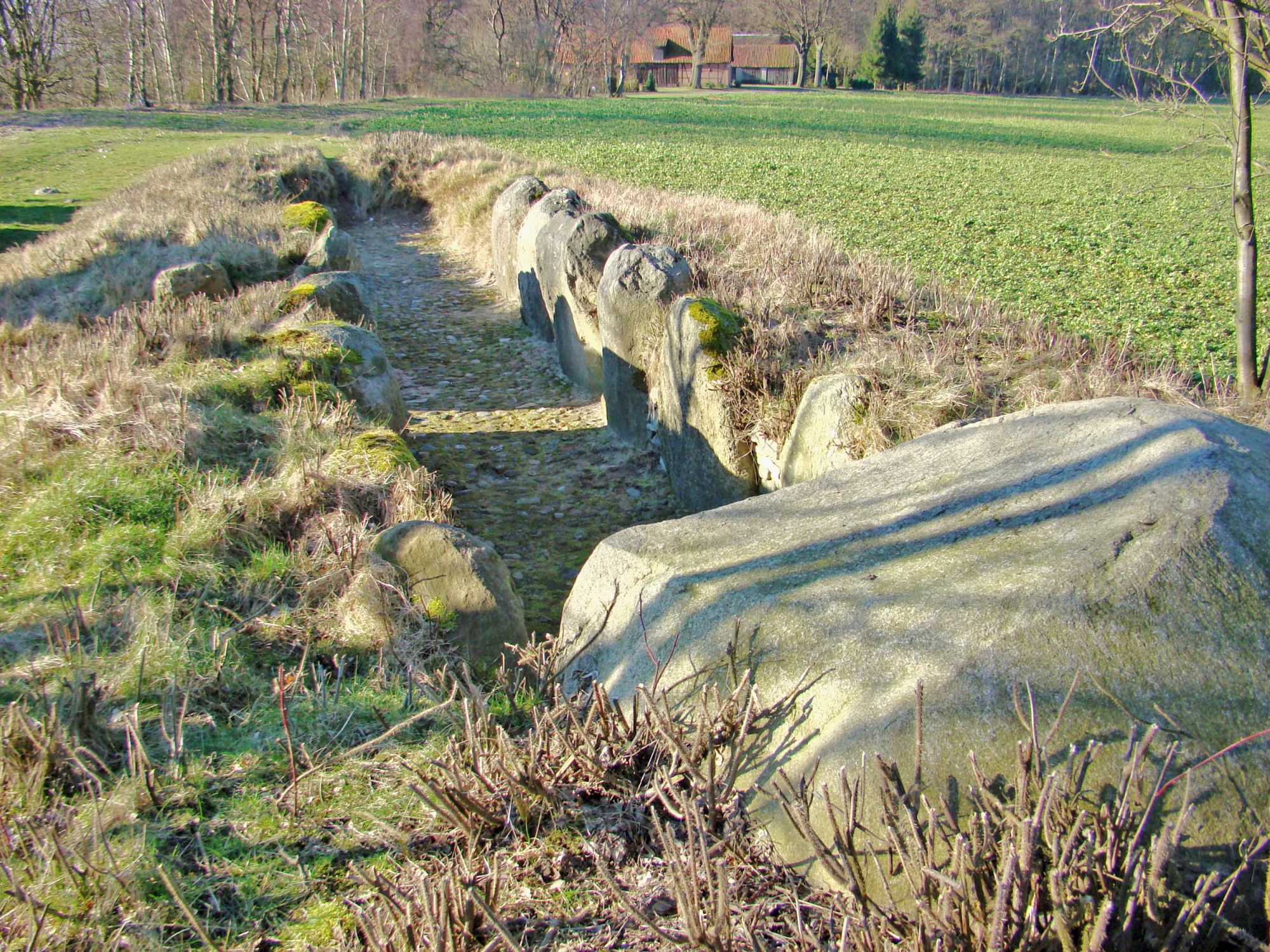
Großsteingrab, Sicht nach Westen
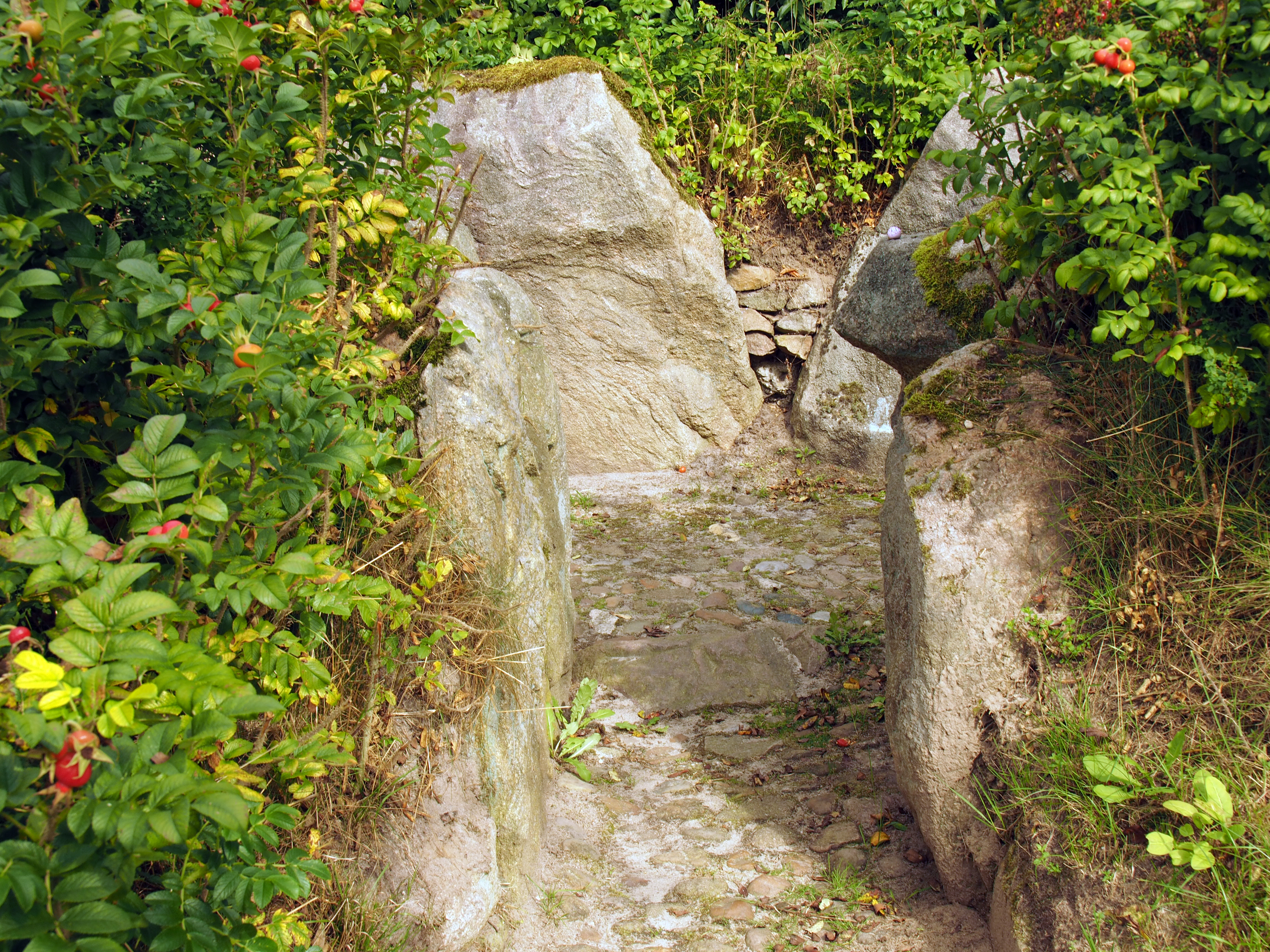
Seitlicher Eingang von Süden zum Großsteingrab
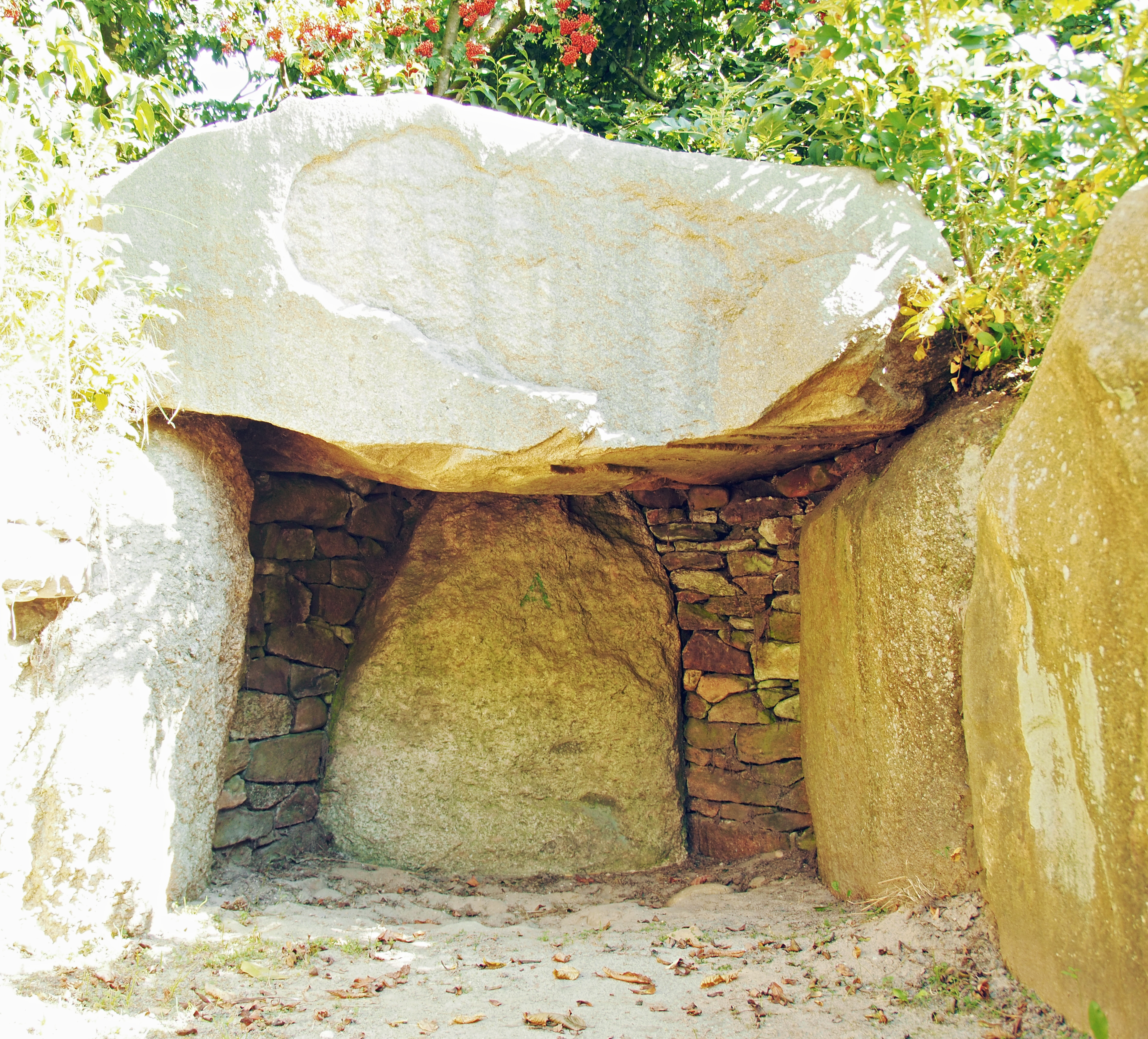
Im Osten Ende des Großsteingrabes mit Deckstein

## Quelle
- Infotafel des Instituts für Denkmalpflege – Außenstelle Lüneburg – in Zusammenarbeit mit dem Landkreis Celle